# Arquidiócesis de Nápoles
La arquidiócesis de Nápoles (en latín: Archidioecesis Neapolitana y en italiano: Arcidiocesi di Napoli) es una circunscripción eclesiástica de la Iglesia católica en Italia. Se trata de una arquidiócesis latina, sede metropolitana de la provincia eclesiástica de Nápoles. Desde el 12 de diciembre de 2020 su arzobispo es Domenico Battaglia.

## Territorio y organización

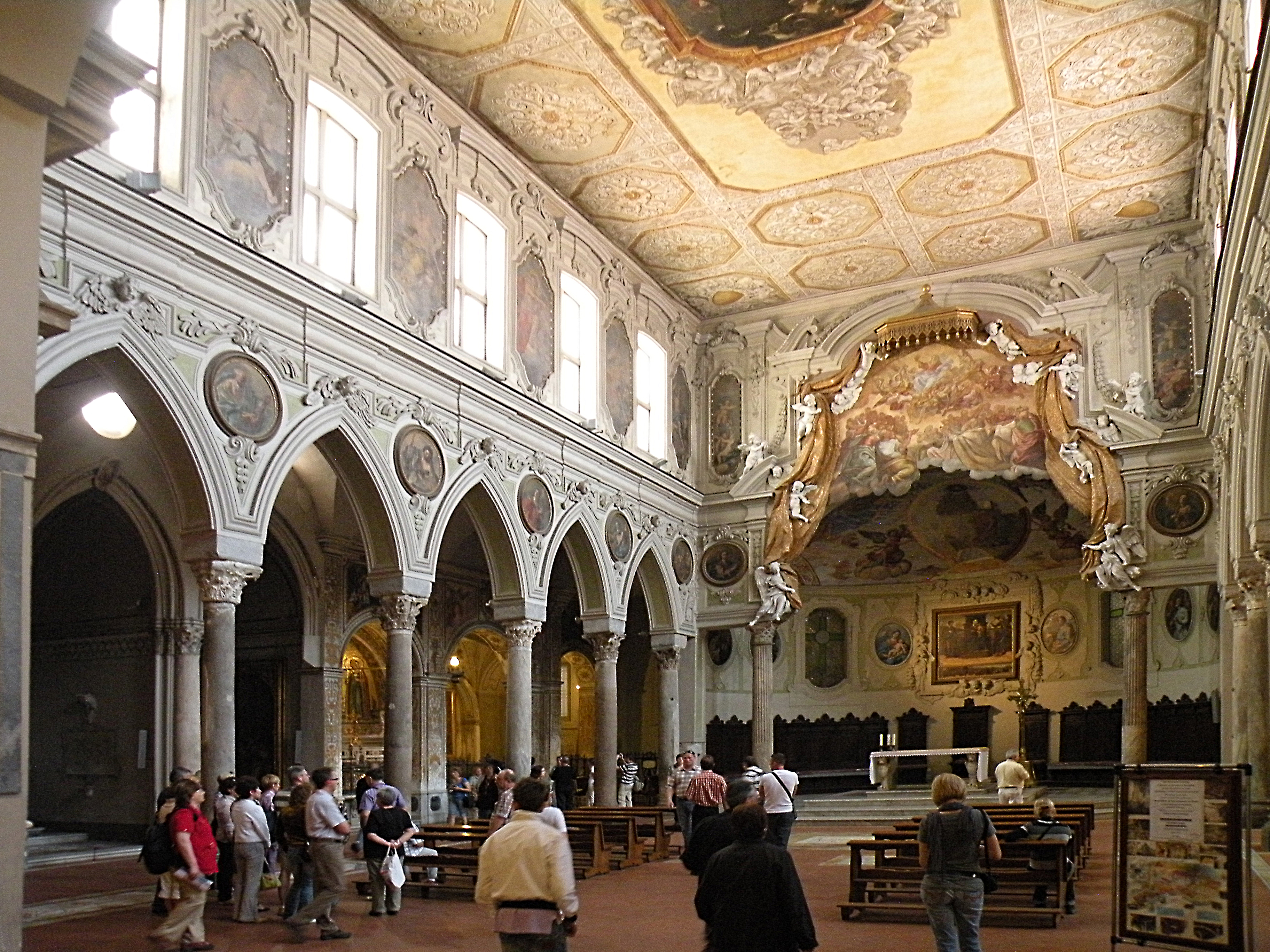
Basílica de Santa Restituta, ubicada en el interior de la catedral en Nápoles

La arquidiócesis tiene 274 km² y extiende su jurisdicción sobre los fieles católicos de rito latino residentes en parte de la región de Campania, comprendiendo en la ciudad metropolitana de Nápoles la comuna de Nápoles (excepto los barrios de Fuorigrotta, Bagnoli, Pianura y Soccavo, ubicados en la zona occidental, y que pertenecen a la diócesis de Pozzuoli), y las comunas de Afragola, Arzano, Boscotrecase, Calvizzano, Casalnuovo di Napoli (en parte, el resto pertenece a las diócesis de Acerra y de Nola), Casavatore, Casoria, Cercola, Ercolano, Marano di Napoli (en parte, el resto pertenece a la diócesis de Pozzuoli), Massa di Somma, Melito di Napoli, Mugnano di Napoli, Pollena Trocchia, Portici, Procida, San Giorgio a Cremano, San Sebastiano al Vesuvio, Torre del Greco, Torre Annunziata (en parte, el resto pertenece a la diócesis de Nola), Trecase, Villaricca y Volla.

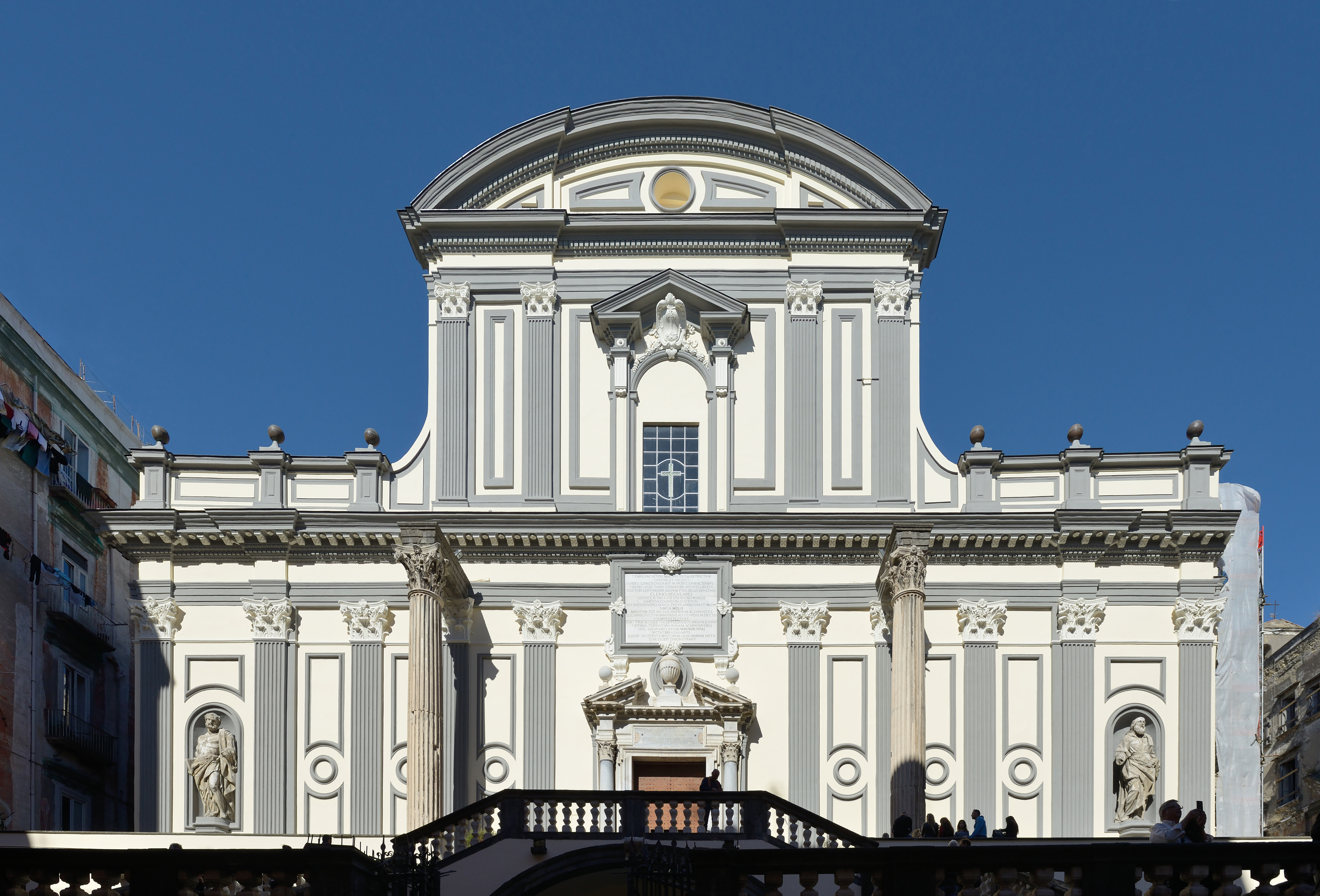
Basílica de San Paolo Maggiore, en Nápoles

La sede de la arquidiócesis se encuentra en la ciudad de Nápoles, en donde se halla la Catedral basílica de Santa María Asunta.

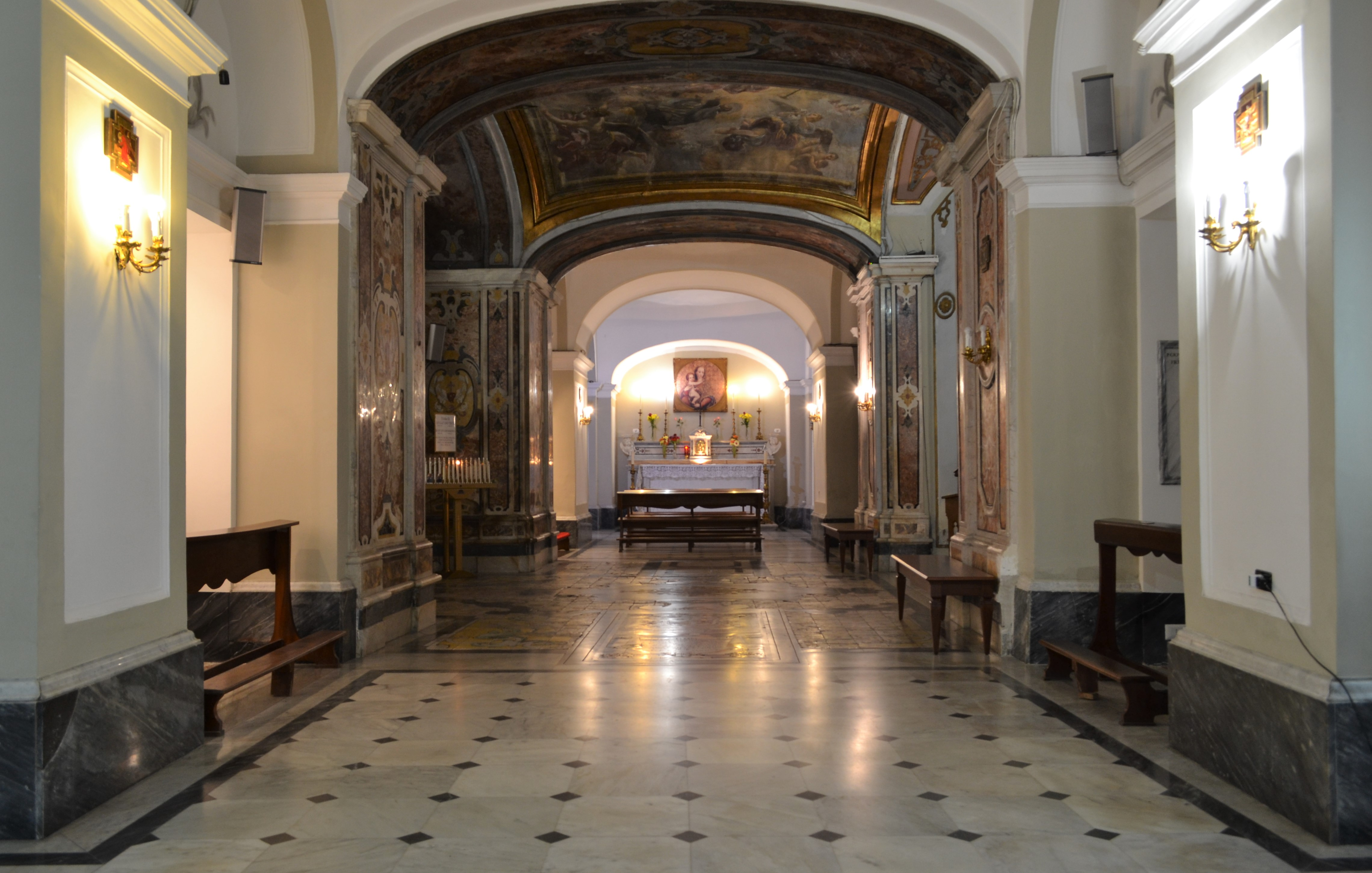
Santuario de San Cayetano de Thiene, en Nápoles

La arquidiócesis tiene como sufragáneas a las arquidiócesis de Capua y Sorrento-Castellammare di Stabia; a las diócesis de Acerra, Alife-Caiazzo, Aversa, Caserta, Isquia, Nola, Pozzuoli, Sessa Aurunca y Teano-Calvi; y a la prelatura territorial de Pompeya.

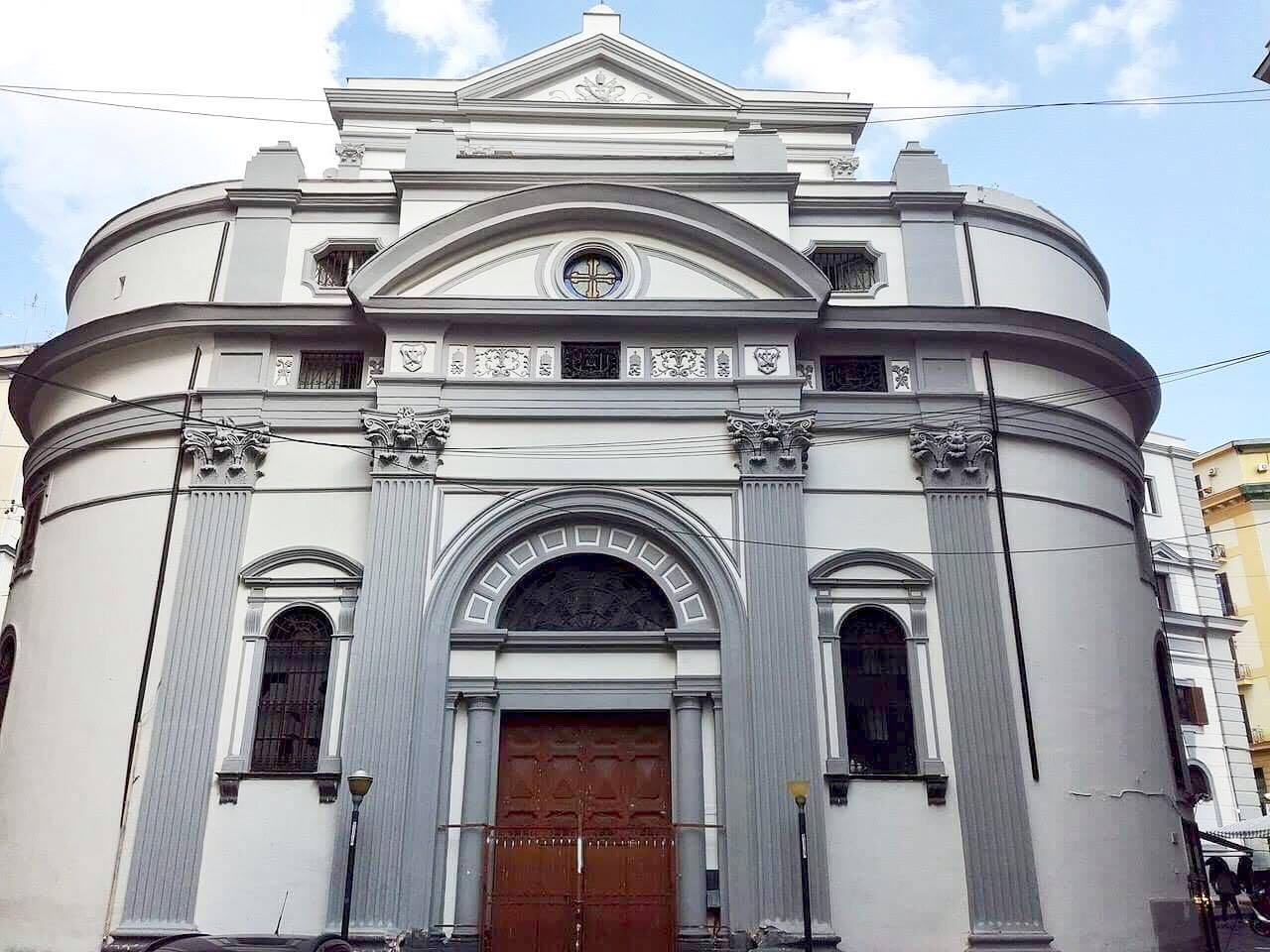
Basílica de San Pietro ad Aram, en Nápoles

En 2021 en la arquidiócesis existían 287 parroquias agrupadas en 13 decanatos: Centro storico, Sanità, Quartieri Spagnoli, Posillipo, Vomero, Vasto, Secondigliano, Scampia, Ponticelli, Marano, Casoria, Portici y Torre del Greco.
Basílicas en la ciudad de Nápoles

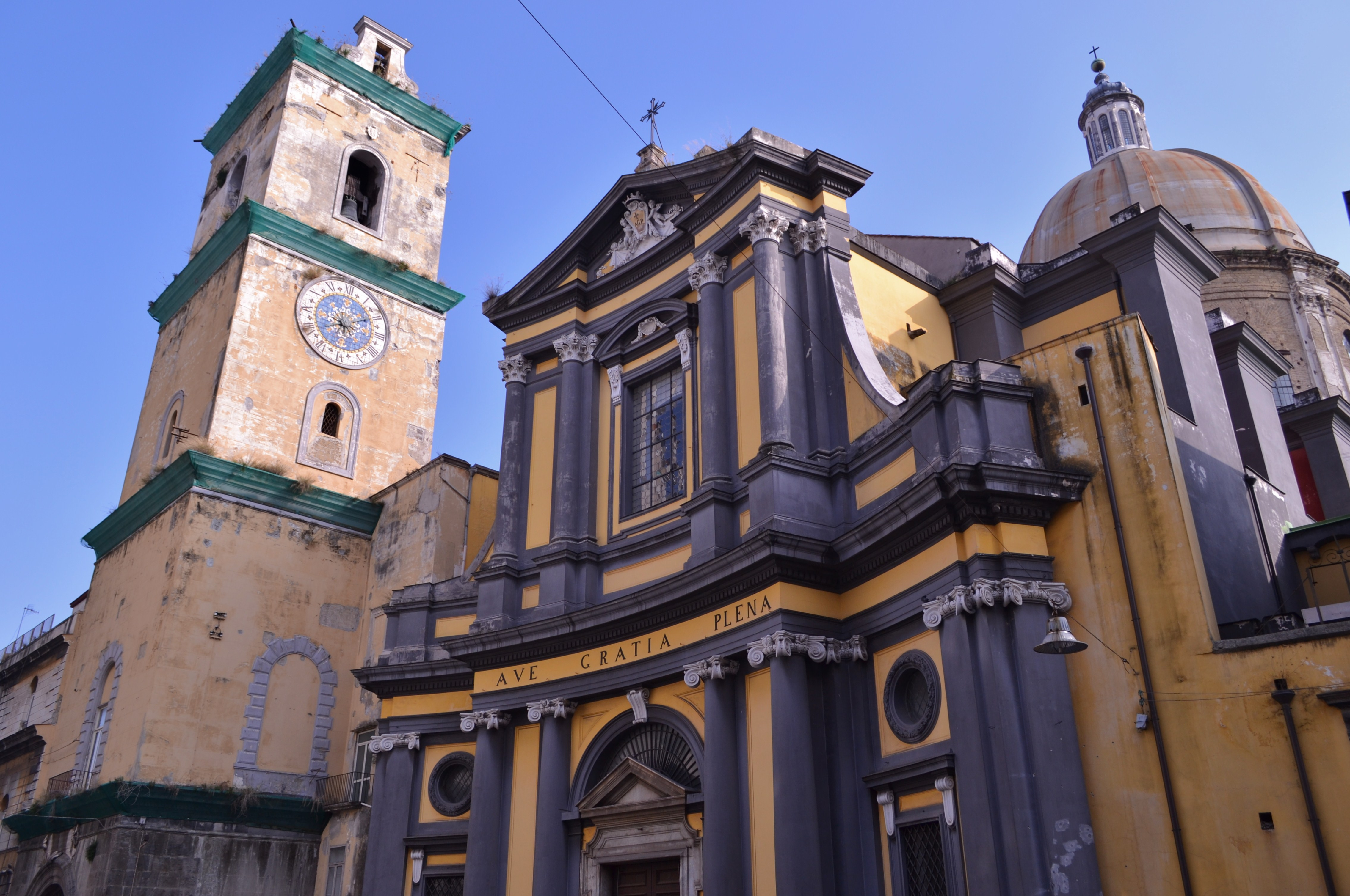
Basílica de la Santissima Annunziata Maggiore, en Nápoles

- Basílica de Santa Restituta (en el interior de la catedral);
- Basílica de San Paolo Maggiore;
- Basílica de San Pietro ad Aram;
- Basílica de la Santissima Annunziata Maggiore;
- Basílica de Santa Maria della Sanità;
- Pontificia Real Basílica de San Francisco de Paula;
- Pontificia Real Basílica de Santiago de los Españoles;[nota 4]
- Basílica de Santa Maria del Carmine Maggiore;
- Basílica de San Jenaro Extramuros;
- Basílica de San Lorenzo Maggiore;
- Basílica Santuario del Gesù Vecchio;
- Basílica dello Spirito Santo;
- Basílica Santuario de Santa Maria della Neve;
- Basílica de Santa Clara;
- Basílica de la Incoronata Madre del Buon Consiglio;
- Basílica de Santa Maria della Pazienza;
- Basílica Santuario de Santa Lucia a Mare.

Fuera de la ciudad de Nápoles
- Basílica de Santa María en Pugliano, en Ercolano;
- Basílica de San Antonio de Padua, en Afragola;
- Basílica de San Mauro Abad, en Casoria;
- Basílica de la Santa Cruz, en Torre del Greco.

Santuarios
- Santuario de San Cayetano de Thiene, en la basílica de San Paolo Maggiore, en Nápoles;
- Santuario de Maria Santissima del Buon Consiglio, en Torre del Greco;
- Santuario de San Sebastián Mártir, en San Sebastiano al Vesuvio;
- Santuario de Santa Maria delle Grazie, en Procida;
- Santuario de San Giuseppe, en Procida.

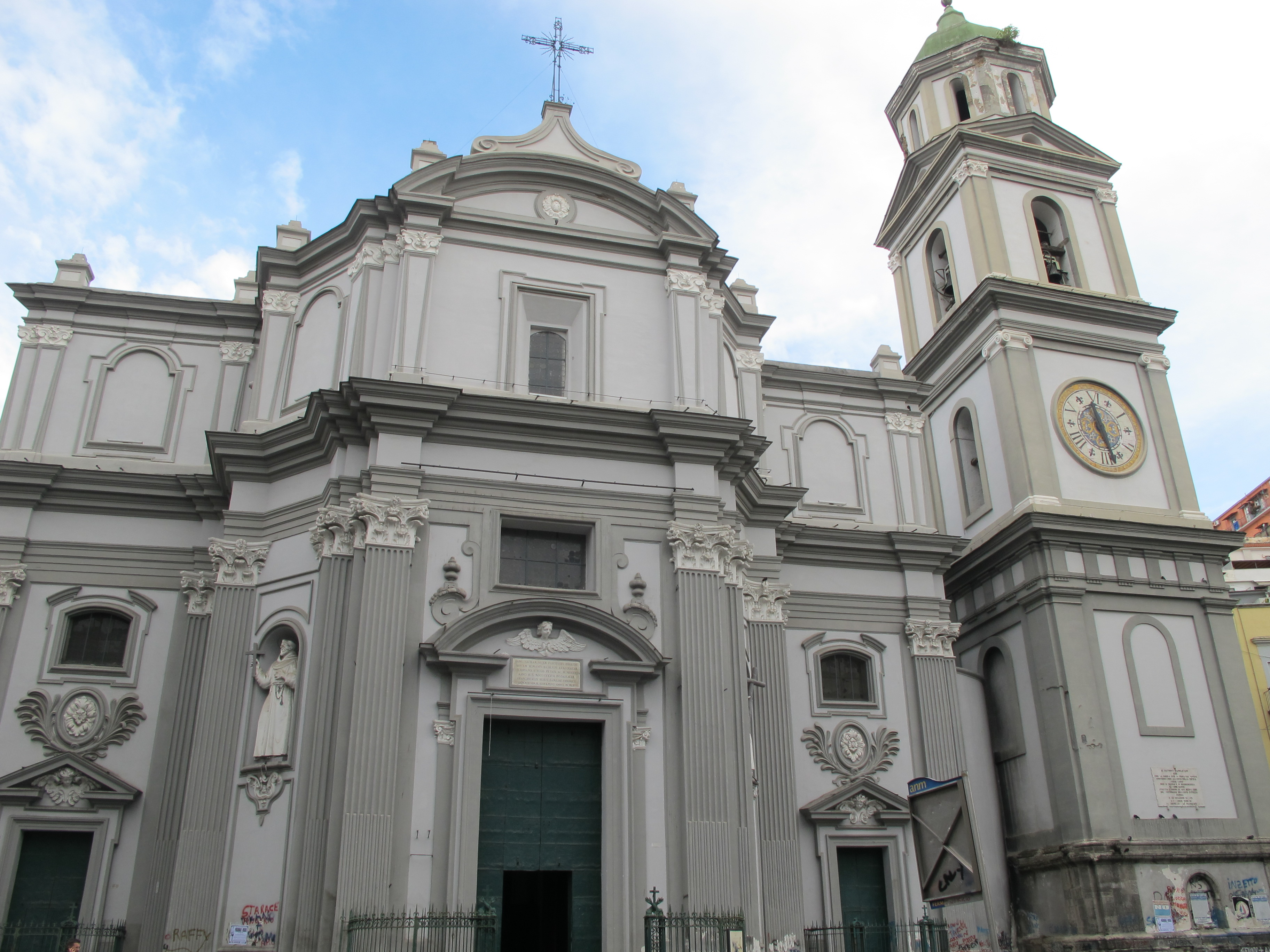
Basílica de Santa Maria della Sanità, en Nápoles

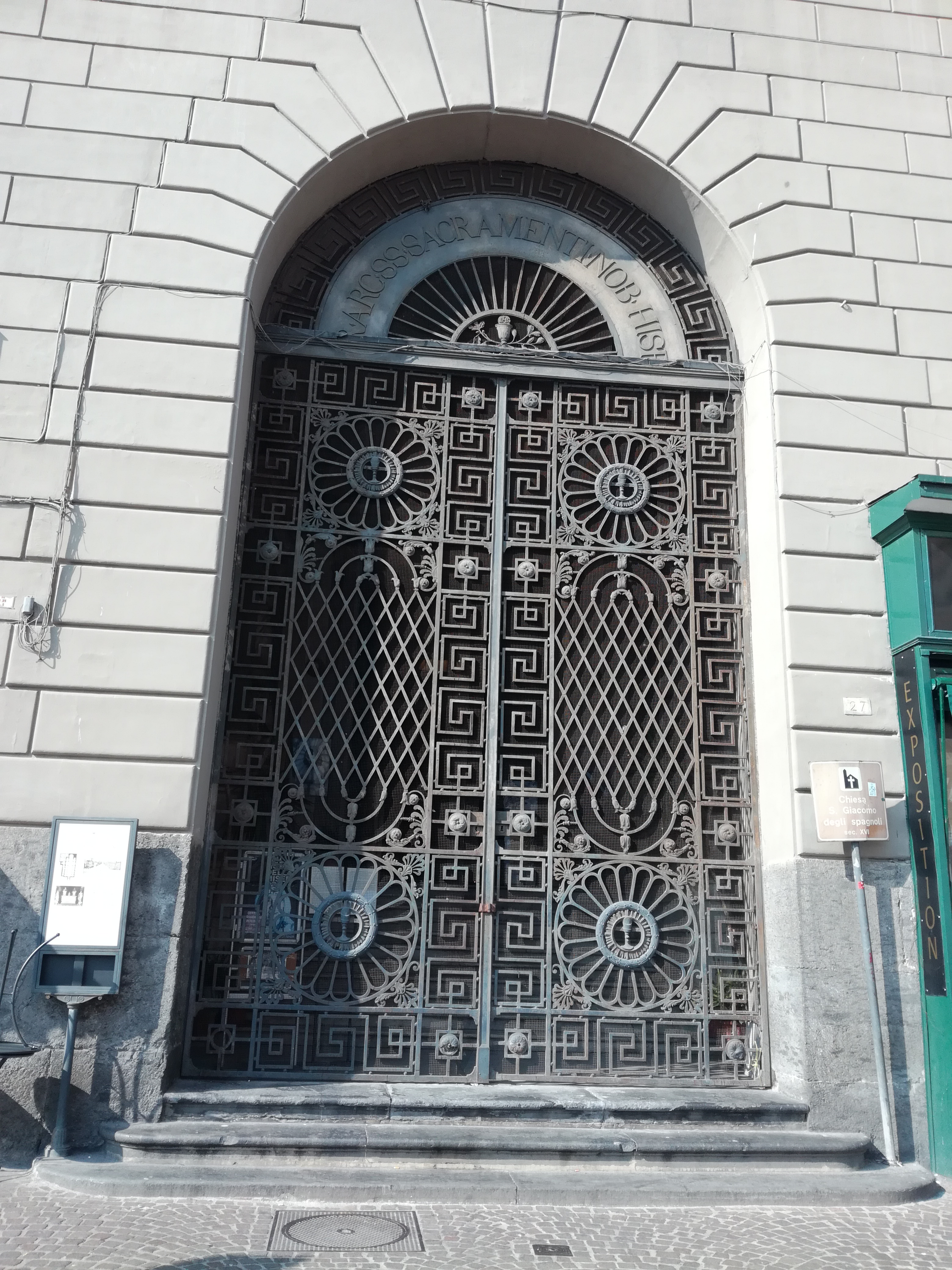
Pontificia Real Basílica de Santiago de los Españoles, en Nápoles

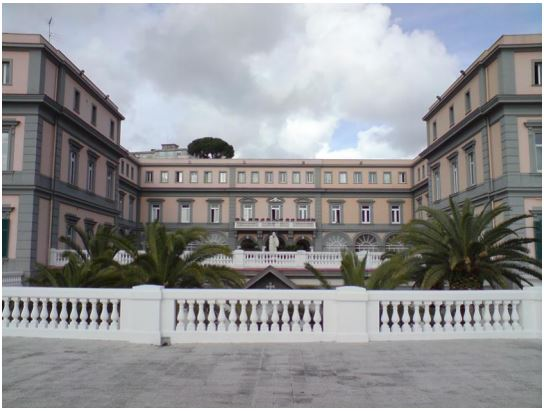
Seminario arzobispal de Nápoles

## Historia

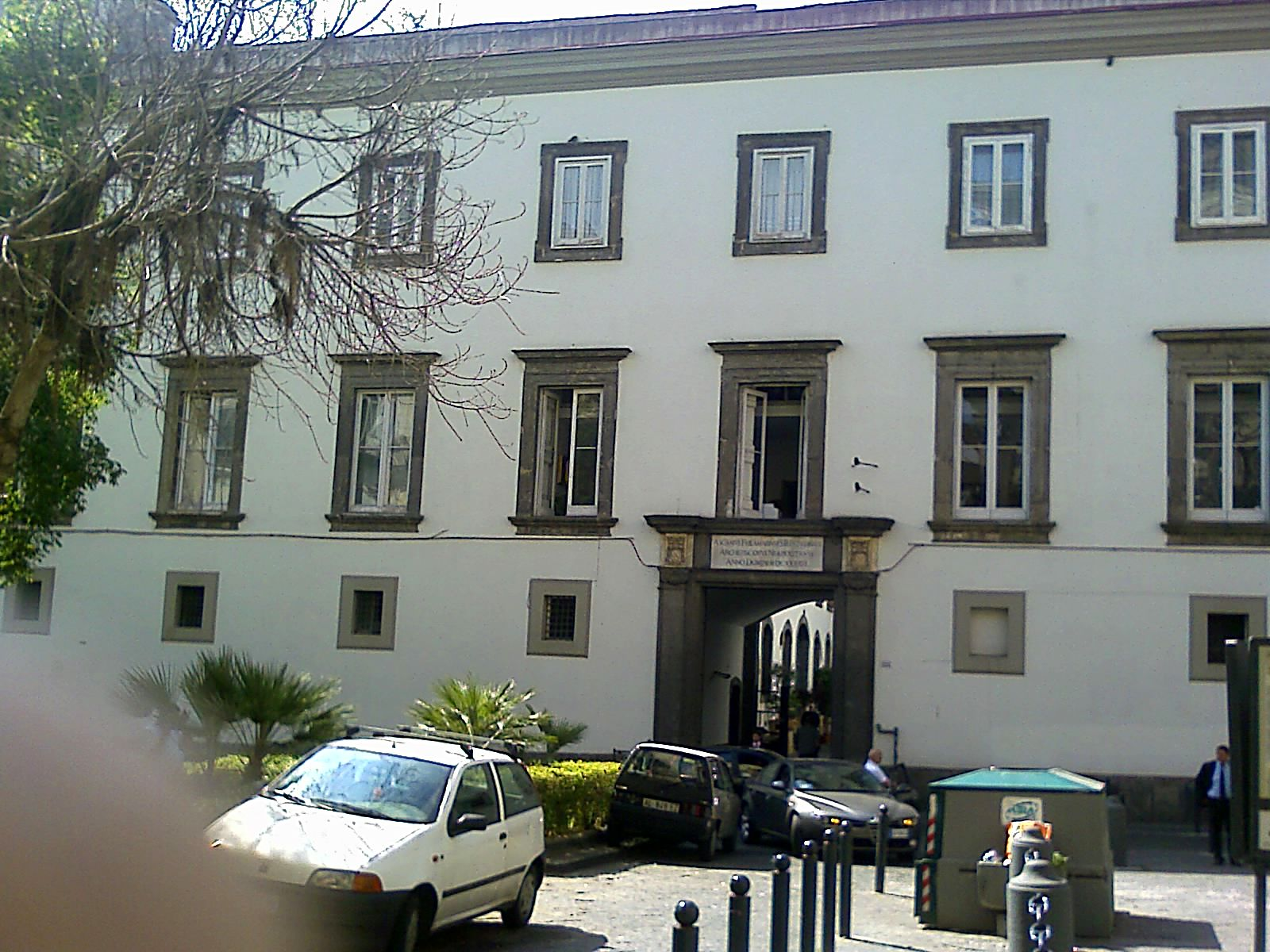
Palacio arzobispal de Nápoles

Según la tradición, Nápoles fue visitada por los santos Pedro y Pablo y fue san Pedro quien consagró obispo a san Asprenato. El primer obispo históricamente documentado es Fortunato I, que ocupó la cátedra napolitana hacia los años 342-344.
Casi todos los obispos de Nápoles hasta el siglo VI, y otros en el siglo VII, son venerados como santos por la Iglesia católica.
Al principio del siglo XI Sergio II fue el primero en llevar el título de arzobispo. Durante el período de dominación bizantina los arzobispos de Nápoles siempre estuvieron consagrados a Roma, a pesar de que todas las posesiones bizantinas en Italia estaban sujetas a la jurisdicción del patriarca de Constantinopla. En Nápoles se practicaban tanto el rito romano como el rito bizantino.
De 1458 a 1575 la silla arzobispal fue prerrogativa de varios miembros de la familia Carafa, que se sucedieron con una única interrupción de cinco años.
Dos arzobispos de Nápoles fueron elevados al solio pontificio: el papa Paulo IV Carafa en 1555 y el papa Inocencio XII Pignatelli en 1691.
En 1598 el cardenal Alfonso Gesualdo estableció el Archivo Histórico Diocesano de Nápoles.
Del 19 al 22 de noviembre de 1891 Nápoles acogió el primer Congreso Eucarístico nacional italiano.
De 1958 a 1966 la diócesis de Pozzuoli estuvo unida in persona episcopi a la sede napolitana.

## Estadísticas
Según el Anuario Pontificio 2022 la arquidiócesis tenía a fines de 2021 un total de 1 425 700 fieles bautizados.
| Año                                                                             | Población            | Población | Población      | Sacerdotes | Sacerdotes    | Sacerdotes    | Bautizados por sacerdote | Diáconos permanentes | Religiosos | Religiosos | Parroquias |
| Año                                                                             | Bautizados católicos | Total     | % de católicos | Total      | Clero secular | Clero regular | Bautizados por sacerdote | Diáconos permanentes | Varones    | Mujeres    | Parroquias |
| ------------------------------------------------------------------------------- | -------------------- | --------- | -------------- | ---------- | ------------- | ------------- | ------------------------ | -------------------- | ---------- | ---------- | ---------- |
| 1950                                                                            | 1 382 000            | 1 390 000 | 99.4           | 1622       | 912           | 710           | 852                      |                      | 690        | 912        | 240        |
| 1970                                                                            | ?                    | 1 613 351 | ?              | 685        | 685           |               | ?                        |                      |            |            | 286        |
| 1980                                                                            | 1 830 000            | 1 840 000 | 99.5           | 925        | 557           | 368           | 1978                     | 46                   | 749        | 4250       | 287        |
| 1990                                                                            | 1 586 000            | 1 616 000 | 98.1           | 1138       | 508           | 630           | 1393                     | 97                   | 787        | 3100       | 282        |
| 1999                                                                            | 1 592 235            | 1 600 000 | 99.5           | 987        | 453           | 534           | 1613                     | 159                  | 704        | 2300       | 287        |
| 2000                                                                            | 1 593 835            | 1 601 600 | 99.5           | 991        | 457           | 534           | 1608                     | 175                  | 706        | 2305       | 287        |
| 2001                                                                            | 1 580 000            | 1 600 000 | 98.8           | 972        | 462           | 510           | 1625                     | 175                  | 672        | 2300       | 287        |
| 2002                                                                            | 1 580 000            | 1 600 000 | 98.8           | 981        | 471           | 510           | 1610                     | 175                  | 606        | 2300       | 287        |
| 2003                                                                            | 1 580 000            | 1 600 000 | 98.8           | 984        | 474           | 510           | 1605                     | 175                  | 666        | 2010       | 287        |
| 2004                                                                            | 1 600 000            | 1 608 000 | 99.5           | 1003       | 453           | 550           | 1595                     | 214                  | 716        | 2300       | 287        |
| 2013                                                                            | 1 715 000            | 1 744 000 | 98.3           | 1053       | 433           | 620           | 1628                     | 292                  | 1488       | 1925       | 287        |
| 2016                                                                            | 1 705 000            | 1 806 000 | 94.4           | 1073       | 454           | 619           | 1589                     | 300                  | 1461       | 1925       | 288        |
| 2019                                                                            | 1 442 850            | 1 772 860 | 81.4           | 1073       | 443           | 630           | 1344                     | 326                  | 1477       | 1926       | 288        |
| 2021                                                                            | 1 425 700            | 1 751 800 | 81.4           | 715        | 427           | 288           | 1993                     | 321                  | 377        | 1440       | 287        |
| Fuente: Catholic-Hierarchy, que a su vez toma los datos del Anuario Pontificio. |                      |           |                |            |               |               |                          |                      |            |            |            |

## Episcopologio
Hay dos catálogos napolitanos antiguos que han llegado hasta hoy, el Gesta episcoporum Neapolitanorum que data del siglo VIII-IX, y el Catalogus episcoporum Neapolitanorum del siglo X. Como es habitual, estos catálogos antiguos informan para cada obispo el total de años de gobierno y en algunos casos también los meses y días de episcopado con la fecha de deposición, pero nunca informan el año de inicio y fin del episcopado propiamente dicho Según el historiador Francesco Lanzoni, «l'autenticità e l'interezza del catalogo napoletano non è posta in dubbio da alcuno».
- San Asprenato † (mitad del siglo II)[nota 6]
- San Epatimito †
- San Marone †
- San Probo †
- San Paolo I †
- San Agripino †
- San Eustasio †
- San Efebo †
- San Fortunato I † (mencionado en 343/344)[nota 7]
- San Máximo † (mencionado en 355 circa)
- Zosimo † (mencionado en 362/372 circa)
- San Severo † (mencionado en 393 circa)[nota 8]
- San Orso I †
- San Giovanni I † (?-2 de abril de 432 falleció)
- San Nostriano † (mencionado en torno a la mitad del siglo V)
- Timasio †
- Felice †
- Sotero † (mencionado en 465)
- San Vittore I † (antes de 494-después de 496)
- Santo Stefano I † (antes de 499-después de 501)
- San Pomponio † (514-532)
- Giovanni II †
- Vincenzo † (mencionado en 558/560)
- San Reduce † (5 de marzo de 579-29 de marzo de 582 falleció)[nota 9]
- Demetrio † (circa 582/584[nota 10]-septiembre de 591 depuesto)[nota 11]
- Fortunato II † (circa julio de 593-abril/julio de 600 falleció)[nota 12]
- Pascasio † (antes de enero de 601-después de marzo de 603)
- Giovanni III †
- Cesario †
- Grazioso †
- Eusebio †
- San Leonzio † (mencionado en 649)
- San Adeodato †
- San Agnello † (circa 673-circa 694)[nota 13]
- San Giuliano †
- San Lorenzo †
- Sergio I † (antes de la mitad del siglo VIII)
- San Cosimo o Cosma †
- San Calvo †
- Paolo II †
- Stefano II † (766-799 falleció)
- San Paolo III † (inicios del siglo IX)
  - Orso II † (811-818 falleció) (obispo electo)[nota 14]
- Beato Tiberio † (818-838 falleció)
- Giovanni IV † (838-circa 849)
- San Atanasio I † (circa 849-circa 872)[nota 15]
  - Sede vacante (872-877)
- Atanasio II † (circa 877-circa 903)[nota 16]
- Stefano III † (circa 903-circa 811)[nota 17]
- Atanasio III † (937-después de 961)
- Niceta †
- Sergio II † (antes de 981-después de 1006)
- Gentile, O.S.B. †
- Giovanni V † (mencionado en 1033)
- Vittore II † (mencionado en 1045)
- Sergio III † (mencionado en 1059)
- Giovanni VI † (antes de 1065-después de 1071)
- L.? † (mencionado en 1080)
- Pietro I † (mencionado en 1094)
- Gregorio † (mencionado en 1116)
- Marino † (antes de 1118-después de 1151)
  - Sede vacante (?-1168)
- Sergio IV † (circa 1168-circa 1191)
- Anselmo † (1192-22 de julio de 1215 falleció)
  - Tommaso da Capua † (1215-1216 renunció) (obispo electo)
- Pietro Sersale † (antes de agosto de 1216-circa 1247 falleció)
- Bernardo Caracciolo Rossi † (10 de enero de 1252-5 de octubre de 1262 falleció)
- Delfino † (1263-?)[nota 18]
- Aiglerio † (29 de octubre de 1266-6 de noviembre circa 1281 falleció)
  - Sede vacante (1281-1285)
- Filippo Minutolo † (1285-24 de octubre de 1301 falleció)
- Beato Giacomo da Viterbo, O.E.S.A. † (12 de diciembre de 1302-1307 falleció)
- Umberto † (17 de marzo de 1308-3 de julio de 1320 falleció)
  - Matteo Filomarino † (29 de octubre de 1320-1322 falleció) (arzobispo electo)
- Bertoldo Orsini † (6 de junio de 1323-1325 falleció)
- Annibaldo Caetani di Ceccano † (5 de mayo de 1326-1327 renunció)
- Giovanni Orsini † (23 de diciembre de 1327-1358 falleció)
- Bertrand de Meissenier † (4 de junio de 1358-30 de octubre de 1362 falleció)
- Pierre Amiehl de Brénac, O.S.B. † (9 de enero de 1363-5 de septiembre de 1365 nombrado arzobispo de Embrun)
- Bernard du Bosquet † (5 de septiembre de 1365-22 de septiembre de 1368 renunció)
- Bernard de Rodes † (23 de septiembre de 1368-1378 depuesto)
- Lodovico Bozuto † (circa 1378-25 de mayo de 1383 falleció)
  - Tommaso Ammanati † (21 de octubre de 1379-1388 renunció) (antiarzobispo)
  - Guglielmo Vasco[5][6] O.F.M. † (20 de enero de 1388-?) (antiarzobispo)
- Nicolò Zanasio † (1384-24 de agosto de 1389 falleció)
- Enrico Minutolo † (septiembre de 1389-13 de febrero de 1400 renunció)
- Giordano Orsini † (13 de febrero de 1400-12 de junio de 1405 renunció)
- Giovanni VII † (3 de junio de 1407-1411 depuesto)
- Niccolò de Diano † (12 de marzo de 1411-3 de junio de 1435 falleció)
  - Giacomo de' Rossi † (6 de marzo de 1415-1418 falleció) (antiarzobispo)
- Gaspare de Diano † (21 de febrero de 1438-29 de abril de 1451 falleció)
- Rinaldo Piscicello † (12 de mayo de 1451-1 de julio de 1457 falleció)
- Giacomo Tebaldi † (3 de agosto de 1458-1458 renunció)
- Oliverio Carafa † (29 de diciembre de 1458-1484 renunció)
- Alessandro Carafa † (20 de septiembre de 1484-31 de julio de 1503 falleció)
  - Oliviero Carafa † (4 de agosto de 1503-1 de abril de 1505 renunció) (administrador apostólico)
  - Bernardino Carafa † (1 de abril de 1505-mayo de 1505 falleció) (arzobispo electo)[nota 19]
- Vincenzo Carafa † (31 de mayo de 1505-1530 renunció)
- Francesco Carafa † (24 de enero de 1530-30 de julio de 1544 falleció)
  - Ranuccio Farnesio † (13 de agosto de 1544-22 de febrero de 1549 renunció) (administrador apostólico)
- Gian Pietro Carafa † (22 de febrero de 1549-23 de mayo de 1555 electo papa con el nombre de Paulo IV)[nota 20]
  - Alfonso Carafa † (9 de abril de 1557-29 de agosto de 1565 falleció) (administrador apostólico)[nota 21]
- Mario Carafa † (26 de octubre de 1565-11 de septiembre de 1576 falleció)
- Beato Pablo Burali d'Arezzo, C.R. † (19 de septiembre de 1576-17 de junio de 1578 falleció)
- Annibale De Capua † (11 de agosto de 1578-2 de septiembre de 1595 falleció)
- Alfonso Gesualdo † (12 de febrero de 1596-14 de febrero de 1603 falleció)
- Ottavio Acquaviva d'Aragona † (31 de agosto de 1605-5 de diciembre de 1612 falleció)
- Decio Carafa † (7 de enero de 1613-23 de enero de 1626 falleció)
- Francesco Boncompagni † (2 de marzo de 1626-9 de diciembre de 1641 falleció)
- Ascanio Filomarino † (16 de diciembre de 1641-3 de noviembre de 1666 falleció)
- Innico Caracciolo † (7 de marzo de 1667-30 de enero de 1685 falleció)
- Antonio Pignatelli † (30 de septiembre de 1686-12 de julio de 1691 electo papa con el nombre de Inocencio XII)
- Giacomo Cantelmo † (23 de julio de 1691-11 de diciembre de 1702 falleció)
- Francesco Pignatelli, C.R. † (19 de febrero de 1703-5 de diciembre de 1734 falleció)
- Giuseppe Spinelli † (15 de diciembre de 1734-9 de abril de 1753 renunció, nombrado cardenal obispo de Palestrina)
  - Giuseppe Spinelli (9 de abril de 1753-8 de febrero de 1754 renunció) (administrador apostólico)
- Antonino Sersale † (11 de febrero de 1754-24 de junio de 1775 falleció)
- Serafino Filangieri, O.S.B. † (29 de enero de 1776-14 de septiembre de 1782 falleció)
- Giuseppe Maria Capece Zurlo, C.R. † (16 de diciembre de 1782-31 de diciembre de 1801 falleció)
- Giovanni Vincenzo Monforte † (24 de mayo de 1802-15 de junio de 1802 falleció)
- Luigi Ruffo Scilla † (9 de agosto de 1802-17 de noviembre de 1832 falleció)
- Filippo Giudice Caracciolo † (15 de abril de 1833-29 de enero de 1844 falleció)
- Sisto Riario Sforza † (24 de noviembre de 1845-29 de septiembre de 1877 falleció)
- Guglielmo Sanfelice d'Acquavella, O.S.B. † (15 de julio de 1878-3 de enero de 1897 falleció)
- Vincenzo Maria Sarnelli † (19 de abril de 1897-2 de enero de 1898 falleció)
- Giuseppe Antonio Ermenegildo Prisco † (24 de marzo de 1898-4 de febrero de 1923 falleció)
- Michele Zezza † (4 de abril de 1923-20 de diciembre de 1923 nombrado patriarca titular de  Constantinopla)
- Alessio Ascalesi, C.PP.S. † (7 de marzo de 1924-11 de mayo de 1952 falleció)
- Marcello Mimmi † (30 de agosto de 1952-15 de diciembre de 1957 nombrado secretario de la Congregación Consistorial)
- Alfonso Castaldo † (7 de febrero de 1958-3 de marzo de 1966 falleció)
- Corrado Ursi † (23 de mayo de 1966-9 de mayo de 1987 retirado)
- Michele Giordano † (9 de mayo de 1987-20 de mayo de 2006 retirado)
- Crescenzio Sepe (20 de mayo de 2006-12 de diciembre de 2020 retirado)
- Domenico Battaglia, desde el 12 de diciembre de 2020